# Atalanta Bergamasca Calcio 1938-1939
Questa pagina raccoglie i dati riguardanti l'Atalanta Bergamasca Calcio nelle competizioni ufficiali della stagione 1938-1939.

## Stagione
Il neopresidente Nardo Bertoncini mette subito mano al portafoglio attuando una massiccia campagna di rafforzamento per allestire una squadra che possa puntare alla promozione in serie A, affidando la direzione tecnica all'ungherese Géza Kertész. I risultati sono buoni, tanto che la squadra riesce a vincere 3-0 a Firenze contro la dominatrice della stagione, tanto da presentarsi all'ultima giornata con due punti di vantaggio sulla terza, il Venezia, ospite a Bergamo. L'unico risultato che premierebbe i lagunari sarebbe la vittoria senza subire reti (per via del quoziente-reti), cosa che puntualmente avviene lasciando l'Atalanta tra i cadetti.
In Coppa Italia viene eliminata ai sedicesimi di finale per mano della Lazio, dopo che nel turno inaugurale aveva estromesso il Seregno.

## Organigramma societario
Area direttiva
- Presidente: Nardo Bertoncini
- Vice Presidente: Pietro Ghezzi
- Segretario: Oreste Onetto

Area tecnica
- Allenatore: Géza Kertész

Area sanitaria
- Massaggiatore: Leone Sala

## Rosa
| N. |                   | Ruolo | Calciatore          |
| -- | ----------------- | ----- | ------------------- |
|    | Italia (bandiera) | P     | Loris Borgioli      |
|    | Italia (bandiera) | D     | Edgardo Ciancamerla |
|    | Italia (bandiera) | D     | Antonio Morzenti    |
|    | Italia (bandiera) | D     | Francesco Simonetti |
|    | Italia (bandiera) | D     | Giovanni Stucchi    |
|    | Italia (bandiera) | D     | Enzo Zambetti       |
|    | Italia (bandiera) | C     | Ermelindo Bonilauri |
|    | Italia (bandiera) | C     | Severo Cominelli    |
|    | Italia (bandiera) | C     | Giacomo Foresti     |
|    | Italia (bandiera) | C     | Nicolò Nicolosi     |
|    | Italia (bandiera) | C     | Pietro Pastorino    |

| N. |                   | Ruolo | Calciatore            |
| -- | ----------------- | ----- | --------------------- |
|    | Italia (bandiera) | C     | Salvatore Perrucci    |
|    | Italia (bandiera) | C     | Giuseppe Saccone      |
|    | Italia (bandiera) | C     | Vittorio Schiavi      |
|    | Italia (bandiera) | A     | Amedeo Amadei         |
|    | Italia (bandiera) | A     | Alessandro Fornasaris |
|    | Italia (bandiera) | A     | Carlo Girometta       |
|    | Italia (bandiera) | A     | Ettore Perani         |
|    | Italia (bandiera) | A     | Giovanni Ravasi       |
|    | Italia (bandiera) | A     | Arnaldo Salvi         |
|    | Italia (bandiera) | A     | Giuseppe Scategni     |

## Calciomercato
| Acquisti | Acquisti           | Acquisti       | Acquisti   |
| R.       | Nome               | da             | Modalità   |
| -------- | ------------------ | -------------- | ---------- |
| D        | Giovanni Stucchi   | Caravaggio     | definitivo |
| C        | Giacomo Foresti    | Sebinia Lovere | definitivo |
| C        | Nicolò Nicolosi    | Napoli         | definitivo |
| C        | Salvatore Perrucci | Taranto        | definitivo |
| A        | Amedeo Amadei      | Roma           | prestito   |
| A        | Giovanni Ravasi    | Reggiana       | definitivo |
| A        | Giuseppe Scategni  | Messina        | definitivo |

| Cessioni | Cessioni          | Cessioni       | Cessioni              |
| R.       | Nome              | a              | Modalità              |
| -------- | ----------------- | -------------- | --------------------- |
| P        | Achille Dari      | Lecco          | definitivo            |
| D        | Teodoro Signorini | Venezia        | definitivo            |
| C        | Giuseppe Bonomi   | Roma           | definitivo £. 120,000 |
| C        | Luigi Procura     | Verona         | definitivo            |
| C        | Remigio Scavazza  | Lecce          | definitivo            |
| A        | Aldo Croce        | Reggiana       | definitivo            |
| A        | Giovanni Guidi    | SIAI Marchetti | definitivo            |
| A        | Dario Savio       | Savona         | definitivo            |

## Risultati

### Serie B

#### Girone d'andata
| Palermo 18 settembre 1938, ore ? 1ª giornata | Palermo         | 0 – 0 | Atalanta | Stadio Michele Marrone\| Arbitro: \| Tonnetti (Roma) \| |
| Arbitro:                                     | Tonnetti (Roma) |       |          |                                                         |

| Arbitro: | Leoni (Milano) |

|                    |           |              |
| Schiavi 36’ (aut.) | Marcatori | 21’ Nicolosi |

| Arbitro: | Ronzio (Roma) |

|                                                         |           |               |
| Cominelli 16’ Salvi 26’, 28’, 73’ Ravasi 27’ Amadei 56’ | Marcatori | 62’ Garavelli |

| Arbitro: | Garbieri (Genova) |

|             |           |           |
| Ciferri 69’ | Marcatori | 24’ Salvi |

| Arbitro: | Gamba (Napoli) |

|           |           |              |
| Ravasi 1’ | Marcatori | 86’ Corbetta |

| Arbitro: | Ceccherini (Como) |

|              |           |                           |
| Di Santo 44’ | Marcatori | 43’ Scategni 88’ Nicolosi |

| Arbitro: | Bertolio (Torino) |

|                                 |           |  |
| Cominelli 43’ Nicolosi 49’, 65’ | Marcatori |  |

| Arbitro: | Saracini (Ancona) |

|            |           |                         |
| Chinol 62’ | Marcatori | 46’ Amadei 59’ Nicolosi |

| Bergamo 13 novembre 1938, ore ? 8ª giornata | Atalanta         | 0 – 0 | Siena | Stadio Mario Brumana\| Arbitro: \| Soliani (Genova) \| |
| Arbitro:                                    | Soliani (Genova) |       |       |                                                        |

| Arbitro: | Conticini (Firenze) |

|                      |           |  |
| Conti 10’ Icardi 21’ | Marcatori |  |

| Arbitro: | Forni (Trento) |

|                            |           |                       |
| Bonilauri 4’ Pastorino 68’ | Marcatori | 82’ (rig.) Diotallevi |

| Arbitro: | Limido (Milano) |

|  |           |            |
|  | Marcatori | 32’ Amadei |

| Arbitro: | Soliani (Genova) |

|               |           |              |
| Cominelli 60’ | Marcatori | 15’ Menti II |

| Arbitro: | Neri (Vicenza) |

|                     |           |  |
| Vannucci 51’ (aut.) | Marcatori |  |

| Arbitro: | Gnocchini (Como) |

|                         |           |  |
| Varoli 10’ Cristina 59’ | Marcatori |  |

| Bergamo 22 gennaio 1939, ore ? 16ª giornata | Atalanta       | 0 – 0 | Ferrara | Stadio Mario Brumana\| Arbitro: \| Rosso (Torino) \| |
| Arbitro:                                    | Rosso (Torino) |       |         |                                                      |

| Arbitro: | Scotto (Savona) |

|                              |           |             |
| Alberti 25’, 33’ Pernigo 59’ | Marcatori | 9’ Scategni |

#### Girone di ritorno
| Bergamo 5 febbraio 1939, ore ? 18ª giornata | Atalanta          | 0 – 0 | Palermo | Stadio Mario Brumana\| Arbitro: \| Bertolio (Torino) \| |
| Arbitro:                                    | Bertolio (Torino) |       |         |                                                         |

| Arbitro: | Coletti (Treviso) |

|                                |           |  |
| Cominelli 64’, 75’ Saccone 89’ | Marcatori |  |

| Casale Monferrato 26 febbraio 1939, ore ? 20ª giornata | Casale            | 0 – 2 | Atalanta | Stadio Natale Palli\| Arbitro: \| Ceccherini (Como) \| |
| Arbitro:                                               | Ceccherini (Como) |       |          |                                                        |

| Arbitro: | Dellarole (Roma) |

|                   |           |  |
| Scategni 68’, 78’ | Marcatori |  |

| Vigevano 5 marzo 1939, ore ? 22ª giornata | Vigevano        | 0 – 2 | Atalanta | Campo Sportivo\| Arbitro: \| Biancone (Roma) \| |
| Arbitro:                                  | Biancone (Roma) |       |          |                                                 |

| Arbitro: | Forni (Trento) |

|                            |           |                        |
| Perrucci 44’ Cominelli 82’ | Marcatori | 20’ (aut.) Ciancamerla |

| Arbitro: | Dellarole (Roma) |

|  |           |            |
|  | Marcatori | 53’ Amadei |

| Arbitro: | Scotto (Savona) |

|                |           |           |
| Fornasaris 65’ | Marcatori | 66’ Orzan |

| Arbitro: | Salvatori (Roma) |

|                       |           |                            |
| Renoldi 32’, 34’, 54’ | Marcatori | 18’ Cominelli 40’ Nicolosi |

| Bergamo 16 aprile 1939, ore ? 27ª giornata | Atalanta          | 0 – 0 | Verona | Stadio Mario Brumana\| Arbitro: \| Bertolio (Torino) \| |
| Arbitro:                                   | Bertolio (Torino) |       |        |                                                         |

| La Spezia 21 aprile 1939, ore ? 28ª giornata | Spezia            | 0 – 0 | Atalanta | Stadio Alberto Picco\| Arbitro: \| Bertolio (Torino) \| |
| Arbitro:                                     | Bertolio (Torino) |       |          |                                                         |

| Arbitro: | Moretti (Genova) |

|                        |           |  |
| Ciancamerla 22’ (rig.) | Marcatori |  |

| Arbitro: | Mattea (Torino) |

|  |           |                                         |
|  | Marcatori | 16’ Scategni 49’ Nicolosi 80’ Cominelli |

| Arbitro: | Dattilo (Roma) |

|                                        |           |                    |
| Quario 21’, 72’ Salati 25’ Bussola 61’ | Marcatori | 29’ (aut.) Beretta |

| Arbitro: | Forni (Trento) |

|              |           |           |
| Scategni 63’ | Marcatori | 23’ Torti |

| Ferrara 28 maggio 1939, ore ? 33ª giornata | Ferrara        | 0 – 0 | Atalanta | Campo Sportivo del Littorio\| Arbitro: \| Neri (Vicenza) \| |
| Arbitro:                                   | Neri (Vicenza) |       |          |                                                             |

| Arbitro: | Scorzoni (Bologna) |

|  |           |             |
|  | Marcatori | 67’ Pernigo |

### Coppa Italia

#### Terzo turno eliminatorio
| Arbitro: | Coletti (Treviso) |

|                                      |           |             |
| Nicolosi 56’ Scategni 66’ Amadei 80’ | Marcatori | 20’ Ferrari |

#### Sedicesimi di finale
| Arbitro: | Gamba (Napoli) |

|           |           |  |
| Baldo 31’ | Marcatori |  |

## Statistiche

### Statistiche di squadra
| Competizione | Punti | In casa | In casa | In casa | In casa | In casa | In casa | In trasferta | In trasferta | In trasferta | In trasferta | In trasferta | In trasferta | Totale | Totale | Totale | Totale | Totale | Totale | DR  |
| Competizione | Punti | G       | V       | N       | P       | Gf      | Gs      | G            | V            | N            | P            | Gf           | Gs           | G      | V      | N      | P      | Gf     | Gs     | DR  |
| ------------ | ----- | ------- | ------- | ------- | ------- | ------- | ------- | ------------ | ------------ | ------------ | ------------ | ------------ | ------------ | ------ | ------ | ------ | ------ | ------ | ------ | --- |
| Serie B      | 43    | 17      | 8       | 8       | 1       | 24      | 8       | 17           | 7            | 5            | 5            | 19           | 18           | 34     | 15     | 13     | 6      | 43     | 26     | +17 |
| Coppa Italia | -     | 1       | 1       | 0       | 0       | 3       | 1       | 1            | 0            | 0            | 1            | 0            | 1            | 2      | 1      | 0      | 1      | 3      | 2      | +1  |

### Statistiche dei giocatori
| Giocatore      | Serie B  | Serie B | Coppa Italia | Coppa Italia | Totale   | Totale |
| Giocatore      | Presenze | Reti    | Presenze     | Reti         | Presenze | Reti   |
| -------------- | -------- | ------- | ------------ | ------------ | -------- | ------ |
| A. Amadei      | 33       | 4       | 2            | 1            | 35       | 5      |
| E. Bonilauri   | 28       | 1       | 2            | 0            | 30       | 1      |
| L. Borgioli    | 34       | -26     | 2            | -2           | 36       | -28    |
| E. Ciancamerla | 33       | 1       | 2            | 0            | 35       | 1      |
| S. Cominelli   | 34       | 8       | 2            | 0            | 36       | 8      |
| A. Fornasaris  | 12       | 1       | 1            | 0            | 13       | 1      |
| C. Girometta   | 4        | 0       | 0            | 0            | 4        | 0      |
| G. Foresti     | 0        | 0       | 0            | 0            | 0        | 0      |
| A. Morzenti    | 29       | 0       | 2            | 0            | 31       | 0      |
| N. Nicolosi    | 23       | 7       | 2            | 1            | 25       | 8      |
| P. Pastorino   | 33       | 1       | 1            | 0            | 34       | 1      |
| E. Perani      | 0        | 0       | 1            | 0            | 1        | 0      |
| S. Perrucci    | 24       | 1       | 2            | 0            | 26       | 1      |
| G. Ravasi      | 23       | 2       | 1            | 0            | 24       | 2      |
| G. Saccone     | 7        | 1       | 0            | 0            | 7        | 1      |
| A. Salvi       | 12       | 4       | 0            | 0            | 12       | 4      |
| G. Scategni    | 23       | 6       | 1            | 1            | 24       | 7      |
| V. Schiavi     | 17       | 0       | 1            | 0            | 18       | 0      |
| F. Simonetti   | 4        | 0       | 0            | 0            | 4        | 0      |
| G. Stucchi     | 1        | 0       | 0            | 0            | 1        | 0      |
| E. Zambetti    | 0        | 0       | 0            | 0            | 0        | 0      |